# مدرسة الملك عبد العزيز الابتدائية (عنيزة)
مدرسة الملك عبد العزيز الابتدائية، من المدارس التي أُفتتحت في منطقة القصيم، وتحديداً عنيزة.

## تأسيس المدرسة
تأسست المدرسة في بداية شهر رجب من عام 1356هـ حين أرسل مدير المعارف آنذاك الأستاذ طاهر الدباغ للأمير عبد الله الخالد أمير عنيزة يخبرهُ بافتتاح المدرسة، كما زودت وزارة المعارف المدرسة بالأثاث والكتب برفقة المعاون الشيخ سليمان الشبل والمراسل حمد الشريف الذي أصبح أستاذاً فيما بعد، وقد بلغ عدد الطلاب حين افتتاحها ما يقارب 246 طالباً، بعضهم أكمل دراسته، والبعض الآخر أنسحب ولم يكمل دراسته.

## أسماء المدرسة
سُميت المدرسة بالعديد من الأسماء منا ماهو معتمد من قبل مديرية المعارف، ومنها ماهو دارجاً بين الناس، وغالباً ما يُضاف اسم عنيزة لاسم المدرسة لتمييزها عن غيرها من المدارس اثناء المخاطبات الرسمية، وكان اسم المدرسة حين تأسيسها المدرسة الأميرية ثم سميت المدرسة السعودية، ثم بعد ذلك سُميت بمدرسة عنيزة الابتدائية الأولى، ثم تغير اسم المدرسة إلى المدرسة العزيزية واستمرت حمل هذا الاسم حتى عام 1394هـ، ثم قامت وزارة المعارف بالتعميم على جميع مناطق المملكة بتسمية المدارس باسماء الأعلام المشاهير، فأطلق على المدرسة اسم الملك عبد العزيز لأنه أول من افتتح المدرسة، وبالفعل تم تغيير الاسم إلى مدرسة الملك عبد العزيز في عام 1395هـ.

## مؤسسي المدرسة
- الأستاذ صالح بن ناصر بن عبد المحسن الصالح
- الأستاذ سليمان بن محمد بن عبد الكريم الشبل
- الأستاذ عبد المحسن بن ناصر بن عبد المحسن الصالح
- الأستاذ حمد بن عبد الرحمن بن إبراهيم الشريف
- الأستاذ محمد بن عبد الله بن ناصر الخليفي[3]

## مقر المدرسة
لقد كان مقر المدرسة حين الافتتاح في شارع السلسلة في بيت صالح بن علي السليم والمعروف بجسر صالح العلي السليم، وهو مقر مدرسة صالح بن ناصر الصالح الأهلية، وكان المبنى عبارة عن حوشين أحدهما للسنة الثانية والآخر للسنة الثالثة التحضيرية، في أول الساحة مبنى من طابقين، وعند مدخلها باب غرفة سفلي للبواب وبعض مستلزمات المدرسة، وفوقها غرفة يصعد إليها عن طريق درج، وخُصصت هذه الغرفة للمعلمين ولها نافذة تطل على الساحة، وفي خلفها ساحة صغيرة بجوارها بئر وفصلان للسنة الأولى التحضيرية، وكانت الغرف لا أبواب لها، ونوافذها مفتوحة، وكان الطلاب يجلسون على الأرض وهي عبارة عن رمل نظيف يتجدد باستمرار، وقد انتقلت المدرسة من هذا المكان إلى بيت التركي الواقع شارع السلسلة، ويبعد عن المقر الأول أكثر من خمسمائة متر، ويتألف من دورين من الطين أُستخدمت بعض غرفه للفصول الدراسية، وبعضها للغرف الإدارية، ونظراً لضيق المبنى تتواجد بعض الفصول في الأفنية المكشوفة كمكان القهوة، ثم انتقلت المدرسة إلى حي السويطي الذي تتألف المدرسة فيه من غرف يقابلها أروقة للوقاية من حرارة الشمس، وفناء واسع مخصص للفسح واصطفاف الطلاب عند المناسبات، وباب خاص للمعلمين قريب من شارع السلسلة، وفي عام 1365هـ طلب الأهالي من الملك عبدالعزيز أن يقوم ببناء مقر حكومي للمدرسة؛ فوافق على الفور وتم شراء الأرض وتم الانتهاء من بنائها في عام 1367هـ، وتألف المبنى من دورين الدور الأول يحتوي على اثنتي عشرة غرفة، ثلاثة فصول من جهة الشمال، وثلاث غرف من جهة الجنوب منها غرفة مستودع، ويحيط بهذه الغرف أروقة من جميع الجهات تتخذ الشكل المربع، وفي وسط المدرسة فناء وفي وسطه شجرة سدر، كما يوجد في الجهة الشرقية فناء مستطيل الشكل، وللمدرسة ثلاثة أبواب باب من جهة الشرق، وباب من جهة الجنوب، وباب من جهة الشمال، وبابان رئيسيان هما الباب الجنوبي، والباب الشمالي، وكانت الأبواب مصنوعة من الخشب، في الدور الثاني للمبنى توجد غرفة الإدارة، وقد استمرت الدراسة في ذا المبنى حوالي عشرين عاماً، وفي عام 1387هـ تم إنشاء مبنى حكومي للمدرسة من الخرسانة المسلحة، وإستبعاد المبنى الطيني، وانتقلت المدرسة اثناء تشييد المبنى الحكومي إلى حوش عبد الرحمن محمد البسام الذي كان في السابق مقراً لدار التربية الاجتماعية، والواقع في حي الملاح أمام مركز الخدمة الاجتماعية، وفي تاريخ 28/ 2/ 1389هـ تم الانتهاء من تشييد المبنى الحكومي من الخرسانة المسلحة، وعادت المدرسة إلى المبنى الحكومي من جديد.

## انظر ايضاً
- عنيزة
- المدرسة السعودية الإبتدائية (المجمعة)

## وصلات خارجية
- عنيزة تعيد بناء ثاني مدرسة بالمملكة.